# Max Hirzel

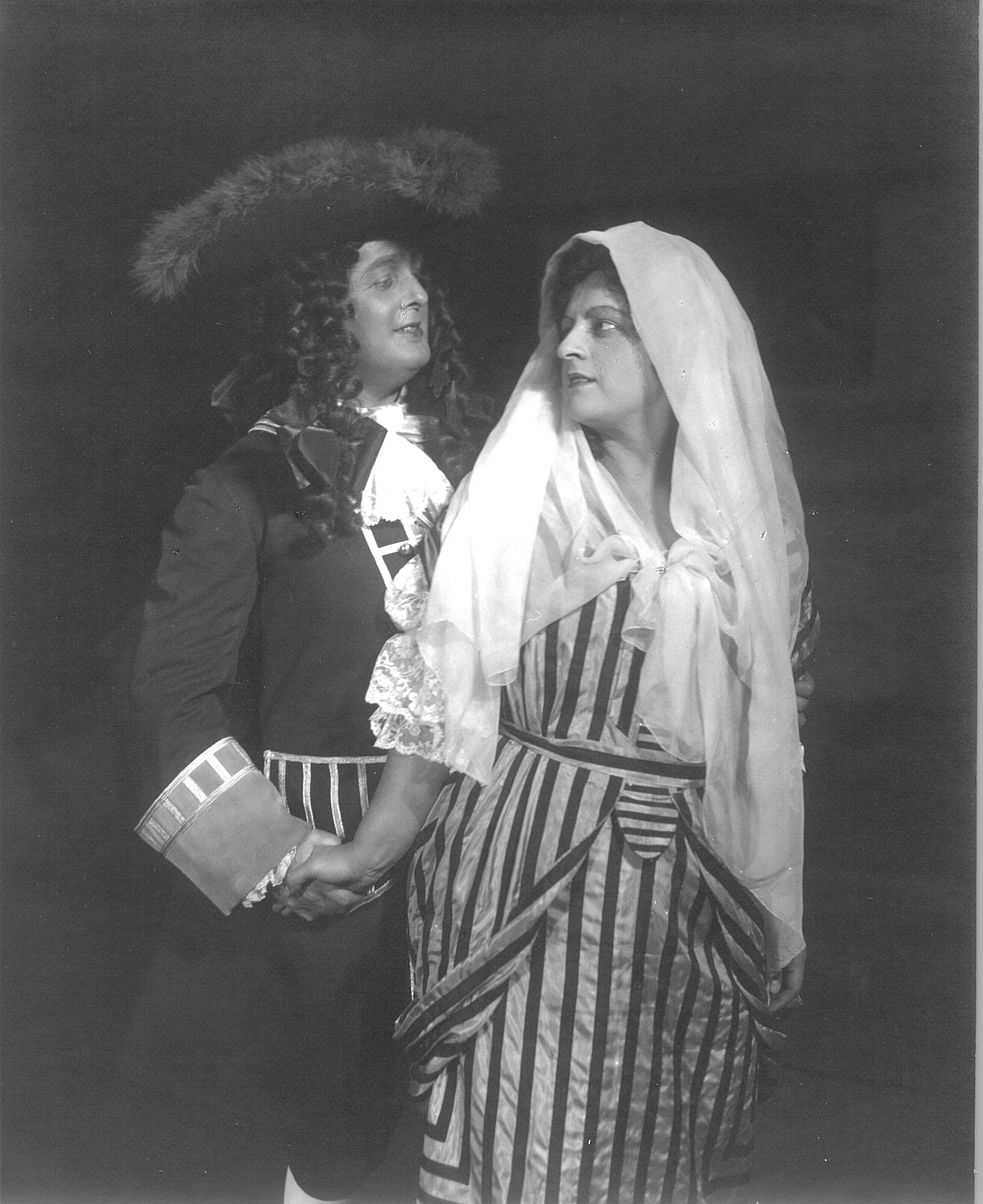
Max Hirzel als Offizier mit Claire Born als Tochter des Cardillac, Staatsoper Dresden 1926

Max Hirzel (* 18. Oktober 1888 in Zürich; † 12. Mai 1957 ebenda) war ein Schweizer Opernsänger (Tenor).

## Leben

### Herkunft und Ausbildung
Max Hirzel, getauft auf die Namen Martin Robert, entstammt einem alteingesessenen und weitverzweigten Zürcher Geschlecht, aus der im Laufe der Jahrhunderte zahlreiche Bürgermeister, Landvögte, Richter, hohe Offiziere und andere angesehene Persönlichkeiten hervorgingen. Sein Vater Gustav Hirzel-Koch (1838-1910) war Architekt und Baumeister mit einem eigenen Geschäft. Als jüngstes von drei Geschwistern wuchs Max Hirzel im Zürcher Quartier Riesbach auf und besuchte daselbst die Primar- und die Sekundarschule. Nach zwei Jahren Kantonsschule in Aarau begann er 1906 ein Studium an der Schule für Bautechniker des Technikums Winterthur, das er 1907 abbrach, um nach einem Praxisjahr und der Rekrutenschule am Technikum Mittweida von 1909-1912 Maschinentechnik zu studieren. Nach dem Studienabschluss arbeitete er als Maschineningenieur, zunächst in der Königin-Marien-Hütte in Cainsdorf bei Zwickau, hernach bei M.A.N in Nürnberg.
1914 bis 1917 studierte Max Hirzel in Dresden Gesang bei Dora Erl und, nach deren Hinschied, bei Melitta Seckbach (1888-1976), mit der er sich am 25. Juli 1917 in Leipzig verheiratete. Der Ehe entstammt die Tochter Helga (1919-2008).

### Wirken
Sein Debüt als Tenor gab Max Hirzel am 30. September 1917 im Zürcher Stadttheater als Lohengrin. Sein Gastauftritt war derart überzeugend, dass es nacheinander sechs ausverkaufte Vorstellungen gab. Der Intendant des Stadttheaters, Alfred Reucker, engagierte Max Hirzel für sein Ensemble, dem dieser während fünf Jahren angehörte. Als ihn in der Spielzeit 1918/19 Max von Schillings an die Preußische Staatsoper Berlin verpflichten wollte, lehnte Max Hirzel „der Nachkriegszeit wegen ab.“ Es folgten erste Auftritte auf Bühnen des In- und Auslandes, so 1920 in Hamburg und 1921 in Basel.
Nach einem erfolgreichen Gastauftritt in Dresden verpflichtete ihn Alfred Reucker, der ein Jahr zuvor zum Generalintendanten der Sächsischen Staatstheater berufen worden war, auf die Spielzeit 1922/23 als ersten Lyrischen Tenor an die Sächsische Staatsoper. Hier vollzog sich der rasche Aufstieg Max Hirzels zu einem der gefragtesten deutschsprachigen Tenöre seiner Zeit, gefördert durch den ebenfalls 1922 als Dirigent nach Dresden berufenen Fritz Busch. Internationale Gastverpflichtungen führten Max Hirzel auf zahlreiche europäische Opernbühnen, z. B. an die Staatsoper Berlin und ans Stadttheater Amsterdam, 1923 an die Wiener Volksoper und 1924 ins schwedische Karlskrona, 1927 sang er an der Kieler Musikwoche und auf Einladung der Kunstgesellschaft Davos im dortigen Kurhaus, 1929 im tschechischen Teplitz, 1930 am Théâtre Pigalle in Paris, im Théâtre Royal de la Monnaie in Brüssel und in der Königlichen Oper Kopenhagen, oder 1931 zusammen mit Berliner Künstlern am Kroatischen Nationaltheater Zagreb. Und im Februar selbigen Jahres interpretierte er in einem Winterthurer Extrakonzert Werke von Othmar Schoeck. Verschiedentlich gastierte er auch an der Leipziger Oper, letztmals 1933. Verschiedentlich war er im Theater seiner Heimatstadt zu Gast. Als am 10. Juni 1934 in Zürich das 100-jährige Bestehen des Stadttheaters mit derselben Oper wie bei der Eröffnung 1834 – der Zauberflöte – festlich begangen wurde, war Max Hirzels Tamino einer der Höhepunkte. In der Spielzeit 1926/27 wurde ihm der Ehrentitel Sächsischer Kammersänger verliehen
Die Machtergreifung der Nationalsozialisten, die Anfang März 1933 an der Dresdner Oper die Absetzung von Fritz Busch und Alfred Reucker zur Folge hatte, wurde auch für Max Hirzels Karriere zum Wendepunkt. Sein Versuch, sich aus der Politik herauszuhalten und mit der neuen Situation zu arrangieren, scheiterte. Am Morgen des 4. Januar 1935, einen Tag nach seinem Auftritt in Eugen Onegin wurde er von Kriminalbeamten in Zivil ohne Haftbefehl abgeführt, einvernommen und inhaftiert. Beim Verhör anwesend war u. a. auch der Schlafwagenschaffner, der ihn am 27. Dezember 1934 am Basler Badischen Bahnhof in ein politisches Gespräch verwickelt hatte, sich nun als NS-Funktionär entpuppte und ihn staatsfeindlicher Äußerungen beschuldigte. Diese Bespitzelung auf Schweizerboden löste diplomatische Aktivitäten zwischen höchsten Regierungsstellen beider Staaten aus. Max Hirzel wurde nach vier Tagen Haft ohne Begründung freigelassen. Die angedrohte Ausweisung wurde nie verfügt. Hingegen wurde er an der Staatsoper per sofort beurlaubt, womit ihm in Deutschland keine Auftritte mehr möglich waren. Er gastierte jedoch erfolgreich an der Staatsoper Wien im März und unter Thomas Beecham an der Londoner Covent Garden Opera im Mai 1935 aus Anlass des 25. Thronjubiläums von König George V. Nachdem Max Hirzel am 21. Juni 1935 der Vertrag mit der Staatsoper wegen seiner „feindlichen Einstellung zum nationalsozialistischen Staat“ gekündigt worden war und die Bemühungen um ideelle und materielle Rehabilitation erfolglos verliefen, verließ er Dresden mit seiner Familie Ende Juli 1935 und kehrte nach Zürich zurück.
In Zürich musste Max Hirzel seine Karriere auf die neuen Gegebenheiten ausrichten. Bereits am 31. August 1935 trat er, als Lohengrin, wieder am Stadttheater Zürich auf. Er wurde dessen ständiger Gast bis 1947 und sang daneben regelmässig an den Stadttheatern Basel und Bern sowie gelegentlich am Grande Théatre in Genf. An der ungarischen Staatsoper Budapest wirkte er als festes Gastmitglied von 1935 bis 1939, und 1937 trat er im tschechischen Marienbad auf. Von 1938 bis 1943 war Max Hirzel fast jährlich auf der Affiche der Zürcher Junifestwochen, so mehrmals als Florestan in Fidelio oder als Siegmund in Die Walküre an der Seite von Hilde Konetzni oder Kirsten Flagstad und unter der Stabführung von Wilhelm Furtwängler oder Robert F. Denzler. An den Internationalen Musikfestwochen Luzern sang er 1941 Arien aus diversen Wagner-Opern vor des Komponisten einstmaligem Landhaus Tribschen am Vierwaldstättersee. Vom August 1939 bis 1941 bot die Familie Hirzel-Seckbach dem in Luzern vom Kriegsausbruch überraschten Georg Solti Asyl in ihrer Wohnung. Max Hirzel hatte ihn bei seinen Gastauftritten an der Wiener Staatsoper als Korrepetitor kennengelernt. Solti dankte die grosszügige Aufnahme dadurch, dass er Max Hirzel bei der Einstudierung neuer Partien unterstützte. Im Februar 1947 gastierte er in Barcelona anlässlich des 100-Jahr-Jubiläums des Gran Teatre del Liceu. Auf Ende 1949 wurde er zu Gastauftritten nach Dresden an die inzwischen provisorisch wieder hergerichtete Semperoper eingeladen, wo er unter dem Jubel des Publikums den Bajazzo Canio sang. Danach beendete Max Hirzel seine Karriere als Sänger.

## Repertoire
Sein Repertoire, das er ständig erweiterte, umfasste mehr als fünfzig Rollen. Max Hirzel trat in den Opern zumeist als Titelheld oder in anderen tragenden Rollen auf. Seine Glanzpartien in den Wagneropern waren, neben dem Lohengrin, der Tristan in Tristan und Isolde, Erik in Der fliegende Holländer, Siegmund in Die Walküre, Walther von Stolzing in Die Meistersinger von Nürnberg. wie auch  Tannhäuser,  Siegfried und Parsifal in den betreffenden Opern. Er beeindruckte als Florestan in Beethovens Fidelio, in den Mozart-Opern als Tamino in Die Zauberflöte, als Don Ottavio in Don Giovanni, als Ferrando in Cosí fan tutte und als Idomeneo im gleichnamigen Werk. In den Verdi-Opern trat er als Feldherr Radamès in  Aida auf, als  Otello, als Herzog von Mantua in Rigoletto, als Manrico im  Troubador. Grossen Erfolg hatte Max Hirzel auch als Don José in Carmen von Bizet, als Lenski in  Eugen Onegin von Tschaikowski, als Pedro in Eugène d’Alberts  Tiefland, in Webers Der Freischütz als Max, als Bajazzo Canio in I Pagliacci von Leoncavallo, als Pinkerton in Puccinis  Madame Butterfly sowie als Cavadarossi in Tosca und als Dichter Rudolf in La Bohème desselben Komponisten, als Hoffmann in Hoffmanns Erzählungen von Offenbach, als Samson in  Samson und Dalila von Camille Saint-Saëns und in vielen anderen Tenorpartien wie Hans in Smetanas Die verkaufte Braut, Xerxes in der gleichnamigen heiteren Oper von Händel, Lyonel in  Martha von Flotow, Chevalier des Grieux in  Manon Lescaut von Massenet, Achilles in Glucks Iphigenie in Aulis,  Faust in Gounods gleichnamiger Oper, Narraboth in Salome von Richard Strauss u. a. m.
In seiner Dresdner Zeit wirkte Max Hirzel bei verschiedenen Uraufführungen von Werken zeitgenössischer Komponisten in tragenden Rollen mit, so 1925 als Cavaliere Giacinto in der Deutschen Uraufführung der Oper Das Liebesband der Marchesa (Gli amanti sposi) von Ermanno Wolf-Ferrari, 1926 als Offizier in Paul Hindemiths Cardillac, 1927 als Schulmeister in Jan Brandts Buys Traumland, 1930 als Fischer in Vom Fischer un syner Fru seines Landsmanns Othmar Schoeck, und 1932 als Don Pedro in Die Zwillingsesel von Erwin Dressel.
Er stand aber nicht nur auf der Opernbühne, sondern sang auch im Rundfunk und an Liederabenden, in Sinfonie-Konzerten oder Oratorium die Tenorpartien. Dazu gehörten die  9. Sinfonie von Beethoven, Die Schöpfung von Haydn, das  Requiem von Mozart, die  Grosse Totenmesse von Berlioz, der  Messias von Händel, das Stabat mater von Franz Schubert, und Von deutscher Seele von Pfitzner.
Max Hirzel war auch der leichteren Muse nicht abhold. So interpretierte er u. a. gerne den Barinkay in Der Zigeunerbaron oder den Eisenstein in Die Fledermaus von Johann Strauss, letztere Partie in Dresden nicht weniger als 32-mal in einem einzigen Jahr. Auch in Buffo-Rollen vermochte er zu überzeugen. Eine exzellente Technik und eine strahlende Stimme erlaubten ihm die Bewältigung eines breiten Repertoires. Seine anfänglich lyrische Stimme entwickelte sich im Laufe der Zeit zum Heldentenor.

## Schallplatten
Die ersten 18 Plattenaufnahmen entstanden 1922 für die Schweizerische Tonkunstplatten-Gesellschaft, in den Duetten zusammen mit der Dresdner Sopranistin Elisa Stünzner (1886-1975). Diese Schellackplatten, die damals nur einseitig bespielt waren, stellen heute kostbare Raritäten dar.
Während der Dresdner Jahre entstanden zwischen 1924 und 1930 in Berlin mindestens 28 Titel für die Carl Lindström AG, veröffentlicht auf den Musiklabels Odeon und Parlophon. Darunter sind Duette mit Vera Schwarz und Ensemble-Aufnahmen mit Kolleginnen und Kollegen der Dresdner Staatsoper wie Meta Seinemeyer, Helene Jung, Ivar Andrésen und Robert Burg, begleitet durch das Orchester der Staatsoper Berlin unter Frieder Weissmann. 1933 folgten bei der Deutschen Grammophon noch drei Ensemble-Aufnahmen unter der Leitung von Leo Blech mit Erna Berger, Adele Kern, Else Ruziczka, Carl Jöken, Eduard Kandl und Karl August Neumann.
1979 wurde eine Auswahl von 12 Titel auf einer LP der Wiener Firma Preiser Records wiederveröffentlicht: Max Hirzel. Preiser/Lebendige Vergangenheit LV 164.